# 斯莫洛韋
50°58′40″N 32°42′26″E / 50.97778°N 32.70722°E
斯莫洛韋（烏克蘭語：Смолове），是烏克蘭北部的村莊，隸屬切爾尼希夫州的尼任區。該村始建於1740年，面積0.04平方公里，海拔高度139米，2006年人口57，人口密度每平方公里1,500人。